# Méricourt, Yvelines
Méricourt là một xã thuộc tỉnh Yvelines, trong vùng Île-de-France, Pháp.
Méricourt nằm bên sông Seine, cự ly 12 km về phía tây của Mantes-la-Jolie và 4 km về phía đông của Bonnières-sur-Seine qua tả ngạn.
Các xã giáp ranh là: Mousseaux-sur-Seine về phía đông bắc, Saint-Martin-la-Garenne, về phía đông nam qua sông Seine, Rolleboise về phía tây nam và Freneuse về phía tây.

## Thông tin nhân khẩu
| 1793 | 1800 | 1806 | 1821 | 1831 | 1836 | 1841 | 1846 | 1851 |
| ---- | ---- | ---- | ---- | ---- | ---- | ---- | ---- | ---- |
| 417  | 365  | 406  | 318  | 298  | 257  | 237  | 232  | 197  |

| 1856 | 1861 | 1866 | 1872 | 1876 | 1881 | 1886 | 1891 | 1896 |
| ---- | ---- | ---- | ---- | ---- | ---- | ---- | ---- | ---- |
| 198  | 179  | 173  | 158  | 139  | 235  | 218  | 146  | 142  |

| 1901 | 1906 | 1911 | 1921 | 1926 | 1931 | 1936 | 1946 | 1954 |
| ---- | ---- | ---- | ---- | ---- | ---- | ---- | ---- | ---- |
| 141  | 145  | 153  | 158  | 128  | 140  | 142  | 149  | 346  |

| 1962                                         | 1968 | 1975 | 1982 | 1990 | 1999 | - | - | - |
| -------------------------------------------- | ---- | ---- | ---- | ---- | ---- | - | - | - |
| 299                                          | 211  | 266  | 309  | 359  | 360  | - | - | - |
| Số liệu kể từ 1962 : dân số không tính trùng |      |      |      |      |      |   |   |   |

## Hành chính

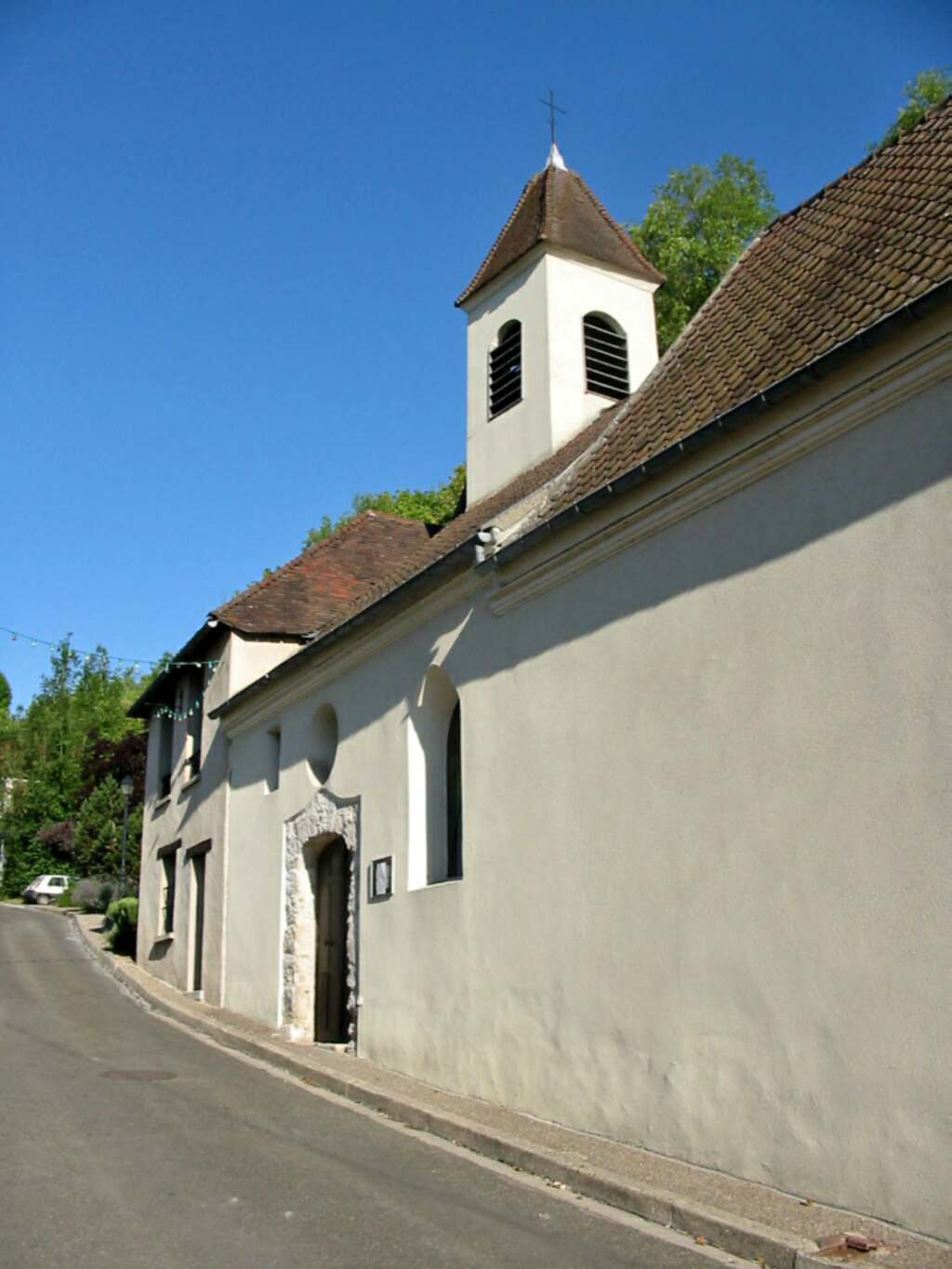
Nhà thờ de la Nativité-de-la-Très-Sainte-Vierge

| Date d'élection                  | Identité            |
| -------------------------------- | ------------------- |
| Số liệu trước năm 1975 không rõ. |                     |
| avril 1975                       | Bernard Terminarias |
| août 1980                        | André Thémar        |
| juin 1982                        | Alain Cazes         |
| tháng 3 1983                     | Jacqueline Thémard  |
| tháng 3 1989                     | Michel Lissac       |
| tháng 3 1990                     | Alain Cazes         |
| tháng 3 2001                     | Joël Godard         |
| septembre 2001                   | André Jézéquel      |
| tháng 3 2008                     | Philippe Geslan     |